# Зелина-Бреська
Зелина-Бреська (хорв. Zelina Breška) — населений пункт у Хорватії, у Загребській жупанії у складі міста Іванич-Град.

## Населення
Населення за даними перепису 2011 року становило 99 осіб.
Динаміка чисельності населення поселення:

## Клімат
Середня річна температура становить 10,99 °C, середня максимальна – 25,76 °C, а середня мінімальна – -6,20 °C. Середня річна кількість опадів – 858 мм.
| Клімат поселення                              | Клімат поселення | Клімат поселення | Клімат поселення | Клімат поселення | Клімат поселення | Клімат поселення | Клімат поселення | Клімат поселення | Клімат поселення | Клімат поселення | Клімат поселення | Клімат поселення | Клімат поселення |
| Показник                                      | Січ.             | Лют.             | Бер.             | Квіт.            | Трав.            | Черв.            | Лип.             | Серп.            | Вер.             | Жовт.            | Лист.            | Груд.            |                  |
| Середній максимум, °C                         | 6,23             | 8,44             | 13,00            | 17,56            | 22,84            | 25,76            | 24,89            | 24,11            | 20,18            | 15,06            | 9,34             | 5,26             |                  |
| Середня температура, °C                       | 0,02             | 2,21             | 6,80             | 11,33            | 16,63            | 19,54            | 20,97            | 20,20            | 16,26            | 11,14            | 5,42             | 1,34             |                  |
| Середній мінімум, °C                          | −6,2             | −4               | 0,58             | 5,12             | 10,41            | 13,33            | 17,06            | 16,28            | 12,34            | 7,22             | 1,52             | −2,58            |                  |
| Норма опадів, мм                              | 50               | 48               | 57               | 66               | 77               | 91               | 78               | 82               | 79               | 81               | 85               | 64               |                  |
| Середньомісячна швидкість вітру, м/с          | 1.90             | 2.10             | 2.50             | 2.40             | 2.20             | 2.00             | 1.96             | 1.80             | 1.80             | 1.83             | 1.90             | 1.90             |                  |
| Середньомісячна сонячна радіація, кДж/м²·день | 4167             | 6923             | 10604            | 15138            | 19302            | 21223            | 22230            | 19408            | 14290            | 8801             | 4605             | 3378             |                  |
| --------------------------------------------- | ---------------- | ---------------- | ---------------- | ---------------- | ---------------- | ---------------- | ---------------- | ---------------- | ---------------- | ---------------- | ---------------- | ---------------- | ---------------- |
| Джерело:                                      |                  |                  |                  |                  |                  |                  |                  |                  |                  |                  |                  |                  |                  |